# Jiří Josek
Jiří Josek (31. března 1950 Brno – 10. srpna 2018) byl český překladatel z angličtiny, redaktor, nakladatel a režisér. Věnoval se dílu Williama Shakespeara a přeložil celkem 34 jeho dramat; za překlad Hamleta získal v roce 1999 Cenu Josefa Jungmanna. Přeložil kromě jiného Saroyanovu prózu Tracyho tygr, Kerouacův kultovní román Na cestě, několik básnických sbírek Allena Ginsberga a divadelních her Edwarda Albeeho. 

## Život
Narodil se v roce 1950 v Brně. Vystudoval angličtinu a češtinu na Filozofické fakultě UK. V letech 1975–1991 působil jako redaktor v nakladatelství světové literatury Odeon. Od roku 1991 vedl na Ústavu translatologie FF UK semináře literárního překladu, dějin překladu a další výběrové semináře zaměřené na překlady poezie, prózy, dramatu atd.
Od roku 1998 vlastnil a provozoval nakladatelství Romeo, v němž vydával zejména vlastní překlady shakespearovských dramat, dále překladovou i původní českou literaturu.
V letech 2007–2011 působil jako vyučující v Ústavu translatologie Filozofické fakulty Univerzity Karlovy. V roce 2008 obhájil habilitační práci Na cestě k Shakespearovi a stal se docentem.
Zemřel po nemoci v roce 2018.

## Překlady

### Próza
- Cary, Joyce., Kopytem do hlavy. The Horse’s Mouth, Odeon 1984
  - 2016 z dramatizace v Českém rozhlasu jako desetidílná četba na pokračování z vlastního překladu připravil Jiří Josek, četl Jan Kanyza, režii měla Hana Kofránková
- Cooper, J.F.. Lovec jelenů. Deerslayer, převyprávění, Albatros 1991
- Doctorow, E.L.. Ragtime. Odeon 1982, 1983, 1990
- Lamb, Charles a Mary. Příběhy ze Shakespeara I. Tales of Shakespeare, převyprávění, Aventinum 1992, 1995, 1996
- Kerouac, Jack. Na cestě.' On the Road, Odeon 1978, 1979. Argo 2001
- Novák, Jan, Forman, Miloš. Co já vím…' Turnaround, Atlantis 1993
- Novák, Jan, Forman, Miloš. Co já vím?, aneb, Co mám dělat, když je to pravda? přeložil Jiří Josek (část první - sedmá), Jan Novák (část osmá). Bookman 2007
- Henry, O. Jaro na jídelním lístku.' Redigent, autor doslovu, +Alois Josef Šťastný, Stanislav V. Klíma, Luba Pellarová, Rudolf Pellar, Arnošt Schulz. Práce 1988
- Saroyan, William. Tracyho tygr. Tracy’s Tiger, Odeon 1980, Argo 2001
- Wilde, Oscar. Portrét pana W. H. / The Portrait of Mr. W. H., Romeo 2008

### Poezie
- Browning, Robert: Krysař z Hamelnu /The Pied Piper. Romeo 2012
- Eliot, T. S.: Praktická příručka o kočkách, Albatros 2014
- Ferlinghetti, Lawrence. Loud Prayer / Hlasitá modlitba. Torst 1998
- Ginsberg, Allen. Vylízanej mozek. VB, Praha, Vokno 1991, + František Vašek, Luboš Snížek, Martin Machovec, Pavla Slabá, Luboš Brožek, Nemo
- Ginsberg, Allen. Návrat krále Majáles (VB, Praha, Divadlo Archa 1996)- + Lubomír Brožek, Jan Zábrana, Luboš Snížek, Pavla Slabá, František Vašek, Josef Rauvolf
- Ginsberg, Allen. Slovy a dechem. Praha, Mladá fronta 2000, + Jan Zábrana
- Ginsberg, Allen. Karma červená, bílá a modrá. Praha Mladá fronta 2002 + Jan Zábrana, Josef Jařab, Josef Rauvolf.
- Masky a tváře černé Ameriky (VB, Praha, Odeon 1985) - + Olga Špilarová, Pavel Dominik, Josef Jařab, Pavel Šrut, Michael Žantovský aj.
- McCartney, Paul. Černý pták. Volvox Globator, Praha 2004
- Shakespeare, William. Sonety / Shakespeare’s Sonnets. Praha, Romeo 2008

### Hry
- Albee, Edward: Hra o manželství. The Marriage Play, premiéra Divadlo Ungelt, 1999; vyd. Romeo 2004, spolu s Koza aneb Kdo je Sylvie?
- Albee, Edward: Kdo se bojí Virginie Woolfové (Who’s Afraid of Virginia Woolf; D, premiéra Rokoko 2014)
- Albee, Edward: Koza aneb Kdo je Sylvie? The Goat or Who is Sylvia?, premiéra Divadlo na Zábradlí, 1999; Divadlo Rokoko 2005, vyd. Romeo 2004, spolu s titulem Hra o manželství v jednom svazku
- 'Albee, Edward: Pobřeží. The Seashore, premiéra DNV Praha 2004, Divadlo F. X. Šaldy Liberec 2005
- Ayckbourn, Alan: Postelová fraška. The Bedroom Farce, premiéra Divadlo F. X. Saldy, Liberec, 2006
- Barnard, Benno: Veřejná žena. Public Woman, Český rozhlas 3 Vltava, 2004, premiéra Městské divadlo Zlín 2005
- Bennett, Alan: Lidi (People; překlad a české titulky pro NTLive, Aero 2013; D, premiéra Divadlo R. X. Šaldy Liberec 2014)
- Beaumont, Francis a Fletcher, John: Králem být a nebýt. A King and No King, Dilia 1981, in Alžbětinské divadlo I, Odeon 1982, premiéra jako Král Nekrál Činoherní klub, Praha 1998
- Beresford, Stephen: Poslední z Haussmanů (The Last of the Haussmans; překlad a české titulky pro NTLive, Aero 2012; D, premiéra Divadlo na Vinohradech 2014)
- Bolt, Edward: Člověk pro každé počasí, The Man for All Seasons, premiéra Východočeské divadlo Pardubice, 2004
- Borgeson, Jess - Long, Adam - Singer, Daniel: Souborné dílo Williama Shakespeara ve 120 minutách. The Compleat Works of Wllm Shspr – abridged; premiéra Divadlo v Dlouhé, Praha 2008
- Ford, John: Škoda, že byla děvka Tis Pity She‘s a Whore, 1998 premiéra Divadlo na Vinohradech, Praha 1998
- Friel, Brian: Lásky paní Katty, The Loves of Cass McGuire, + Věra Šedá, premiéra Divadlo na Vinohradech 2004, Divadlo Na Jezerce 2005
- Gardner, Herb: Sbohem lidi The Goodbye People, Dilia 1991, premiéra Západočeské divadlo Cheb 1989, Divadlo K, Praha 1992
- Gay, John: Žebrácká opera, The Beggars‘ Opera, vyd. Dilia 1982, vyd. Odeon 1985, Čro 1981, premiéra Divadlo na Vinohradech, Praha 1996
- Gordon, Dan: Rain Man . Rain Man, premiéra Divadlo Pod Palmovkou, Praha 2010
- Graham, James: Parlament (The House, D, překlad a české titulky pro NTLive, Aero 2013)
- Guare, John: Dům z modrého listí, The House of Blue Leaves, Dilia 1987, premiéra Mahenovo divadlo, Brno 1987, Divadlo E.F. Buriana, Praha 1988
- Kopit, Artur: Konec světa, The End of the World, Dilia, premiéra Národní divadlo Praha 1987
- Letts, Tracy: Zabiják Joe, Killer Joe, In Svět a divadlo, 4/1996; premiéra Činoherní klub, Praha 1996
- Luckham, Claire: Venušin chomout, Trafford Tanzi, Dilia 1988, premiéra Západočeské divadlo Cheb 1988
- Maugham: W.S. Kouzlo domova, Home and Beauty. Divadlo Na Fidlovačce, Praha 2006
- Nash, Richard: Obchodník s deštěm, The Rainmaker, premiéra Divadlo na Fidlovačce 2003, Divadlo na Vinohradech 2008
- Novak, Jan: Strýček Josef, Uncle Joe, Dilia 1992
- Pinero, Arthur Wing: Soudce v nesnázích (The Magistrate; D, překlad a české titulky pro NTLive, Aero 2013; D, premiéra Klicperovo Divadlo, Hradec Králové, 2013
- Saroyan, William: Divadlo Svět, The Cave Dwellers, Dilia 1982, premiéra Západočeské divadlo, Cheb 1982, Slezské divadlo, Opava 2005, s názvem Sbohem, lásko, Městské divadlo Brno 2007
- Shaffer, Peter: Královský hon na slunce, The Royal Hunt for the Sun, premiéra Divadlo na Vinohradech, Praha 1999
- Shakespeare, William: Antonius a Kleopatra, Antony and Cleopatra. Romeo, 2006, premiéra Národní divadlo Brno 2009; [adaptace pro šest osob a režie Jiří Josek], Praha, Divadlo v Řeznické 2009)
- Shakespeare, William: Benátský kupec , The Merchant of Venice, Romeo, 2010, premiéra Městské divadlo Brno 2014
- Shakespeare, William: Bouře, The Tempest, Romeo, 2005, premiéra Městské divadlo Brno 2005
- Shakespeare, William: Coriolanus. Romeo, 2004, premiéra Národní divadlo Praha 2004, překlad a české titulky pro NTLive, Aero 2014
- Shakespeare, William: Dva kavalíři z Verony, Two Gentlemen in Verona. In Komedie I. Praha: Odeon, 1988, Romeo 2013; premiéra Most, Divadlo pracujících 1988
- Shakespeare, William: Hamlet, Hamlet. Romeo, 1999, premiéra Divadlo Petra Bezruče, Ostrava 1999; překlad a české titulky pro NTLive, Aero 2013
- Shakespeare, William: Jak se vám líbí? (As You Like It; D, Praha, Romeo 2011) překlad a české titulky pro NTLive, Aero 2016)
- Shakespeare, William: Julius Caesar, Romeo 2001, premiéra Městské divadlo Brno 1992
- Shakespeare, William: Komedie omylů (The Comedy of Errors; D; Praha, Romeo 2012; překlad a české titulky pro NTLive, Aero 2012; [vlastní úprava a režie] premiéra Městské divadlo Most 2013)
- Shakespeare, William: Konec dobrý, všechno dobré, All’s Well that Ends Well, Romeo 2000, premiéra jako Konec vše napraví Středočeské divadlo Kladno 2000, jako Konec dobrý, všechno dobré Divadlo F.X.Šaldy, Liberec 2003
- Shakespeare, William: Král Jindřich IV. (l. a 2. díl) (King Henry IV – Parts 1,2; D, Praha, Romeo 2015; překlad a české titulky V kruhu koruny I, Česká televize 2014)
- Shakespeare, William: Král Jindřich V. (King Henry V; D; Praha, Romeo 2016; překlad a české titulky V kruhu koruny I Česká televize 2014; překlad a české titulky pro RSCLive, Aero 2015)
- Shakespeare, William: Král Jindřich VIII., King Henry VIII, Romeo 2001, Městské divadlo Brno 2004
- Shakespeare, William: Král Lear  (King Lear; D; Praha, Romeo 2016; překlad a české titulky pro NTLive, Aero 2011; premiéra Divadlo ABC Praha 2010)
- Shakespeare, William: Král Richard II. (King Richard II; D, Praha, Romeo 2011; dabing pro ČT 1992; překlad a české titulky V kruhu koruny I Česká televize 2014)
- Shakespeare, William: Král Richard III. King Richard III. Romeo 2006, premiéra Slovácké divadlo, Uherské Hradiště 2006, titulky ČT 2008 (3 filmy L. Olivier, Al Pacino, Ian McKellen)
- Shakespeare, William: Macbeth. Romeo 2005, premiéra Divadlo U stolu, Brno 2006, překlad a české titulky pro NTLive, Aero 2013
- Shakespeare, William: Marná lásky snaha (Love’s Labour’s Lost; D; Praha, Romeo 2016, překlad a české titulky pro RSCLive, Aero 2015; jako filmový muzikál Kennethe Branagha titulky pro ČT 2004)
- Shakespeare, William: Mnoho povyku pro nic, Much Ado About Nothing. Romeo, 2000, premiéra Divadlo Příbram 2004, CRO 3 - Vltava 2004, překlad a české titulky pro RSCLive, Aero 2015
- Shakespeare, William: Othello, benátský mouřenín, Romeo 2003, premiéra Slovácké divadlo, Uherské Hradiště 2003, překlad a české titulky pro RSCLive, Aero 2015
- Shakespeare, William: Romeo a Julie, Romeo and Juliet. Romeo, 1998, 2000, 2007, premiéra Západočeské divadlo Cheb, Disk Praha, 1986, Středočeské divadlo Kladno 2002 a jinde. CR3 - Vltava 2006, dabing pro ČT 1991; titulky pro film (Buz Luhrmann) 1997, překlad a české titulky pro Theatre CompanyLive, Aero 2015
- Shakespeare, William: Sen čarovné noci , A Midsummer Night’s Dream, Romeo, 2010, premiéra Divadlo ABC, Praha 2013
- Shakespeare, William: Timon Athénský (Timon if Athens; D; Praha, Romeo 2014; překlad a české titulky pro NTLive, Aero 2012)
- Shakespeare, William: Titus Andronicus, Romeo 2007, premiéra Divadlo Disk, Praha 2007
- Shakespeare, William: Troilus a Kressida, Troilus and Cressida. Romeo 2002, premiéra Mahenovo divadlo Brno 1987
- Shakesepare, William: Tři tragédie (Hamlet, Romeo a Julie, Othello)(D, Praha Odeon 2012)
- Shakespeare, William: Večer tříkrálový Romeo 2008, premiéra Městské divadlo Brno, prem. 12. 12. 2008
- Shakespeare, William: Veselé paničky windsorské, The Merry Wives of Windsor, Romeo 2002, premiéra Národní divadlo Brno 2001
- Shakespeare, William: Zkrocení zlé ženy, The Taming of the Shrew. Romeo 2000, premiéra Divadlo Rokoko Praha 1988, Národní divadlo Brno 1997
- Shaw, G. B.: Pygmalion (D; premiéra Divadlo J. K. Tyla Plzeň, 2012
- Simon, Neil: Perníková dáma, premiéra jako Drobečky z perníku, Gingerbread Lady (+ Ivo Havlů), Divadlo na Vinohradech, Praha

### Muzikály
- Bart, Lionel: Oliver! Oliver!, premiéra Městské divadlo Brno 2005
- Bendiksen, Arne: Nezůstávej sám. Never Be Alone; premiéra Praha, Divadlo Minor 2008
- Dempsey, John; Rowe, Dana P: Čarodějky z Eastwicku.The Witches of Eastwick; premiéra Městské divadlo Brno 2007
- Fosse, Bob: All That Jazz (D; muzikál; dabing a titulky pro českou televizi 2000)
- Hammerstein, Oscar, Rodgers, Richard: Za zvuků hudby. The Sound of Music; premiéra Hudební divadlo Karlín 2001
- Hedley, Tom; Roth, Robin: Flashdance (D; muzikál; premiéra Městské divadlo Brno 2013)
- Kander, John; Ebb, Fred; Masteroff, Joe: Kabaret. Cabaret – písňové texty + Jiří Záviš – libreto; premiéra Městské divadlo Brno 2003; překlad titulků pro film, ČT 2007)
- Laurents, Bernstein, Sondheim: West Side Story; premiéra Praha Hudební divadlo Karlín 2003
- Martin, Hugh; Gray, Timothy: (podle hry Noela Cowarda). Rozverný duch; překlad písňových textů Jiří Josek; překlad libreta Ivo T. Havlů; premiéra Divadlo A. Dvořáka Příbram 2005
- Rado, Ragni, MacDermont: Vlasy. Hair; premiéra Divadlo Pyramida Praha 1996, Městské divadlo Brno 2004
- Rubin, Bruce Joel; Stewart, Dave; Ballard, Glen: Duch (Ghost, D; muzikál; premiéra Městské divadlo Brno 2014)
- Sheik, Duncan - Sater, Steven: Probuzení jara. Spring Awakening; premiéra Městské divadlo Brno 2009
- Simon, Neil, Bacharach, Burt: Sliby chyby (Promises, Promises) (D; překlad písní Jiří Josek, překlad libreta Ivo T. Havlů; premiéra Divadlo Pod Palmovkou 2007
- Simon, Neil - Marvin, Hamlisch - Sager, Carol Bayer: Song pro dva. They're Playing Our Song; premiéra Uherské Hradiště, Slovácké divadlo 2007
- Saroyan, William; Šmída, Vlastimil (hudba); Josek, Jiří (libreto a texty písní): Tracyho tygr (Tracy’s Tiger; D; [muzikálová adaptace Jiří Josek], premiéra Divadlo Petra Bezruče Ostrava 2000
- Spewack, Bella a Samuel (libreto), Porter, Cole (hudba a texty písní): Kačenko, pusu / Kiss Me, Kate; D; muzikál podle W. Shakespeara: Zkrocení zlé ženy; premiéra Městské divadlo Most 2012
- Stephens, Simon: Podivný případ se psem (The Courious Incident with a Dog; D; premiéra Městské divadlo Kladno 2013; překlad a české titulky pro NTLive, Aero 2012)
- Styne, Jule - Merrill, Bob - Lennart, Isabel: Funny Girl; premiéra Praha, Hudební divadlo v Karlíně 1990
- Styne, Jule - Merrill, Bob - Stone, Peter: Sugar - Někdo to rád horké. Sugar – Some Like It Hot; premiéra Praha, Divadlo Pod Palmovkou 2009
- Traversová, P. L. - Sherman, Richard - Sherman, Robert - Fellowes, Julian - Stiles, George - Drewe, Anthony: Mary Poppins ; premiéra Městské divadlo Brno 2010
- Varkonyi, Matyas, Miklos, Tibor: Vlci, premiéra 1998, Kulturní dům Eden

### Rozhlasové režie
- 2013 William Shakespeare: Julius Caesar. Přeložil, pro Český rozhlas upravil a režii má Jiří Josek. Dramaturg Hynek Pekárek. Hudba Milan Svoboda. Osoby a obsazení: Trebonius (Michal Pavlata), Decius (Jaromír Meduna), Julius Caesar (Alois Švehlík), Casca (Pavel Nečas), Calpurnia, Caesarova manželka (Apolena Veldová), Marcus Antonius (Igor Bareš), Marcus Brutus (Radek Valenta), Cassius (Ivan Řezáč), Lucius (Martin Sucharda), Porcia, Brutova manželka (Lucie Štěpánková), věštec (Stanislav Oubram), Artemidorus (Ilja Racek), Caesarův sluha (Miroslav Hruška), Antoniův sluha (Michal Slaný) a další. (101 min)[3]